# Main-Donau-Kanalen
Main-Donau-Kanalen, eller Rhein-Main-Donau-kanalen eller Europakanalen, går fra floden Main ved Bamberg via Nürnberg over det europæiske vandskel til Kelheim (sydvest for Regensburg), hvor den møder Donaufloden. Kanalsystemet, der er 171 km langt, blev færdigbygget i 1992 og er en vigtig forbindelse mellem de vestlige og østlige flodsystemer. Den muliggør sejlads fra Nordsøen via Rhinen og Donau til Sortehavet i det østlige Rumænien. 

## Historie
Nutidens Main-Donau-Kanal har to forgængere. Allerede Karl den Store fik i 793 bygget kanalen Fossa Carolina. I 1800-tallet gravedes Ludvigkanalen, som blev vedligeholdt frem til afslutningen af anden verdenskrig, men derefter gik i forfald. Ludvigkanalen blev aldrig nogen større succes dels på grund af mange sluser og dels på grund af mangel på vand.
År 1960 indledte man byggeriet og strækningen mellem Bamberg og Nürnberg blev indviet i 1972. Projektet var i 1970'erne og 1980'erne politisk omstridt, men det lykkedes endeligt i 1992 at færdigbygge hele strækningen.

## Teknisk data
Højdeforskellen fra Main ved Bamberg til kanalens højeste del – 175 m – klares med 11 sluser. Yderligere tre sluser sænker siden kanalen 51 meter ned til Altmühl-dalen ved Dietfurt. Floden Altmühl er desuden kanaliseret med to sluser for at udjævne yderligere 17 m højdeforskel frem til indløbet i Donau ved Kelheim.
Kanalen har en bredde på 55 meter og en dybde på 4 meter.
Kanalen kan også benyttes af fritidsbåde.